# Sida abutifolia
Sida abutifolia är en malvaväxtart som beskrevs av Philip Miller. Sida abutifolia ingår i släktet sammetsmalvor, och familjen malvaväxter. Inga underarter finns listade i Catalogue of Life.